# Гундаети
Гундаети (груз. გუნდაეთი) — село в Грузии, на территории Чиатурского муниципалитета края (мхаре) Имеретия.

## География
Село находится на западе центральной части Грузии, на правом берегу реки Садзалихеви, на расстоянии приблизительно 5 километров (по прямой) к юго-востоку от города Чиатура, административного центра муниципалитета. Абсолютная высота — 753 метра над уровнем моря.

## Население
По результатам официальной переписи населения 2014 года, в Гундаети проживало 240 человек (120 мужчин и 120 женщин). В национальной структуре населения грузины составляли 100 %.
| Год  | Население, человек |
| ---- | ------------------ |
| 2002 | 379                |
| 2014 | ↘ 240              |